# Circondario del Weimarer Land
Il circondario del Weimarer Land è un circondario (Landkreis) della Turingia, in Germania.
Capoluogo e centro maggiore è Apolda.

## Suddivisione amministrativa

### Città e comuni
Tra parentesi gli abitanti al 31 dicembre 2021, il capoluogo della comunità amministrativa è contrassegnato da un asterisco.
Città e comuni indipendenti
1. Apolda, città (22 232)
2. Bad Berka, città (7 379)
3. Blankenhain, città (6 542)
4. Grammetal, Landgemeinde (6 506)
5. Ilmtal-Weinstraße, Landgemeinde (6 341)

Comuni con funzione di comunità amministrativa (Erfüllende Gemeinde)

1. Am Ettersberg, Landgemeinde (7 081), amministra i comuni di:
  1. Ballstedt (282)
  2. Ettersburg (711)
  3. Neumark, città (474)
2. Bad Sulza, città, Landgemeinde (7 866), amministra i comuni di:
  1. Eberstedt (217)
  2. Großheringen (636)
  3. Niedertrebra (766)
  4. Obertrebra (255)
  5. Schmiedehausen (360)

### Comunità amministrative (Verwaltungsgemeinschaft)
- Verwaltungsgemeinschaft Kranichfeld (6 184)

1. Hohenfelden (378)
2. Klettbach (1 294)
3. Kranichfeld, città * (3 293)
4. Nauendorf (302)
5. Rittersdorf (267)
6. Tonndorf (650)

- Verwaltungsgemeinschaft Mellingen (8 271)

1. Buchfart (197)
2. Döbritschen (225)
3. Frankendorf (154)
4. Großschwabhausen (1 055)
5. Hammerstedt (188)
6. Hetschburg (245)
7. Kapellendorf (435)
8. Kiliansroda (178)
9. Kleinschwabhausen (222)
10. Lehnstedt (349)
11. Magdala, città (1 987)
12. Mechelroda (266)
13. Mellingen * (1 469)
14. Oettern (123)
15. Umpferstedt (631)
16. Vollersroda (213)
17. Wiegendorf (334)